# Jelanka
Jelanka [pronunciación en polaco: /jɛˈlanka/] es un pueblo en el distrito administrativo de Gmina Rzeczniów, dentro del Distrito de Lipsko, Voivodato de Mazovia, en el centro-este de Polonia. Se encuentra aproximadamente 4 kilómetros al este de Rzeczniów, 13 kilómetros al oeste de Lipsko, y 125 kilómetros al sur de Varsovia.
El pueblo tiene una población de 184 habitantes. 